# وولتی وی-۱۱
وولتی وی-۱۱ (به انگلیسی: Vultee_V-11) یک هواگرد ملخ‌پیشین تک‌موتوره از نوع تهاجم زمینی ساخت شرکت Vultee است. هواگرد وولتی وی-۱۱ نخستین پروازش را در ۱۷ سپتامبر ۱۹۳۵ (V-11 msn 28) میلادی انجام داد. این هواگرد در سال ۱۹۳۷ میلادی رسماً معرفی گردید و در سال‌های ۱۹۳۶–۱۹۴۰ تولید شده‌است. در مجموع، تعداد 224 (all variants) فروند از این هواگرد ساخته شده‌است.